# District de Preuilly
Le district de Preuilly est une ancienne division territoriale française du département d'Indre-et-Loire de 1790 à 1795.
Il était composé des cantons de Preuilly, Flovier, Grand Pressigny et Lahaye.